# Museo civico archeologico Isola della Scala
Il Museo archeologico comunale di Isola della Scala, nato nel 1979, è un’esposizione di reperti databili dall’età del rame all’epoca altomedievale, ritrovati nel territorio circostante. Ha sede dal 1999 nella secentesca Cappella di Sant’Antonio, all’interno della chiesa di Santa Maria Maddalena.

## Edificio del museo: la chiesa di Santa Maria Maddalena
Durante le Guerre d’Italia, ai primi del '500, la popolazione di Isola della Scala prese la decisione di accogliere una comunità di monaci francescani, da poco insediatisi anche a Verona nel convento di San Bernardino, erigendo la chiesa e il convento di Santa Maria Maddalena. L’assenso di papa Giulio II giunse nel 1511 e i lavori iniziarono di lì a poco. Già nel 1530 il vescovo Gian Matteo Giberti sottolineava la sontuosità del complesso, dotato di un grande chiostro e di una decorosa abitazione per i dodici monaci. Numerosi lasciti e donazioni durante i secoli successivi incrementarono la ricchezza artistica della chiesa: nel 1653 per esempio fu aggiunta la cappella di Sant’Antonio da Padova e numerosi nuovi affreschi decorarono il presbiterio. Il monastero fu soppresso nel 1806 per editto napoleonico. Il culto nella chiesa riprese nel 1826, quando fu intitolata a Sant’Antonio. Successivamente la chiesa fu sconsacrata, subendo vari tipi di utilizzo e l’abbattimento di parte della facciata nel 1936. Dal 1986 al 2001 ricevette un profondo restauro, finalizzato ad ospitare un auditorium e anche i reperti del Museo archeologico.
La chiesa ha una facciata a salienti, mancante della parte destra, un portale in pietra rossa veronese, un rosone e archetti pensili sotto la cornice. Il campanile in stile tardo romanico è coronato da bifore. L'interno, originariamente tripartito, presenta oggi un'unica navata con cappelle laterali e soffitto a capriate termina con una profonda abside. Affreschi del '500 e '600 ornano le pareti della navata e del coro.

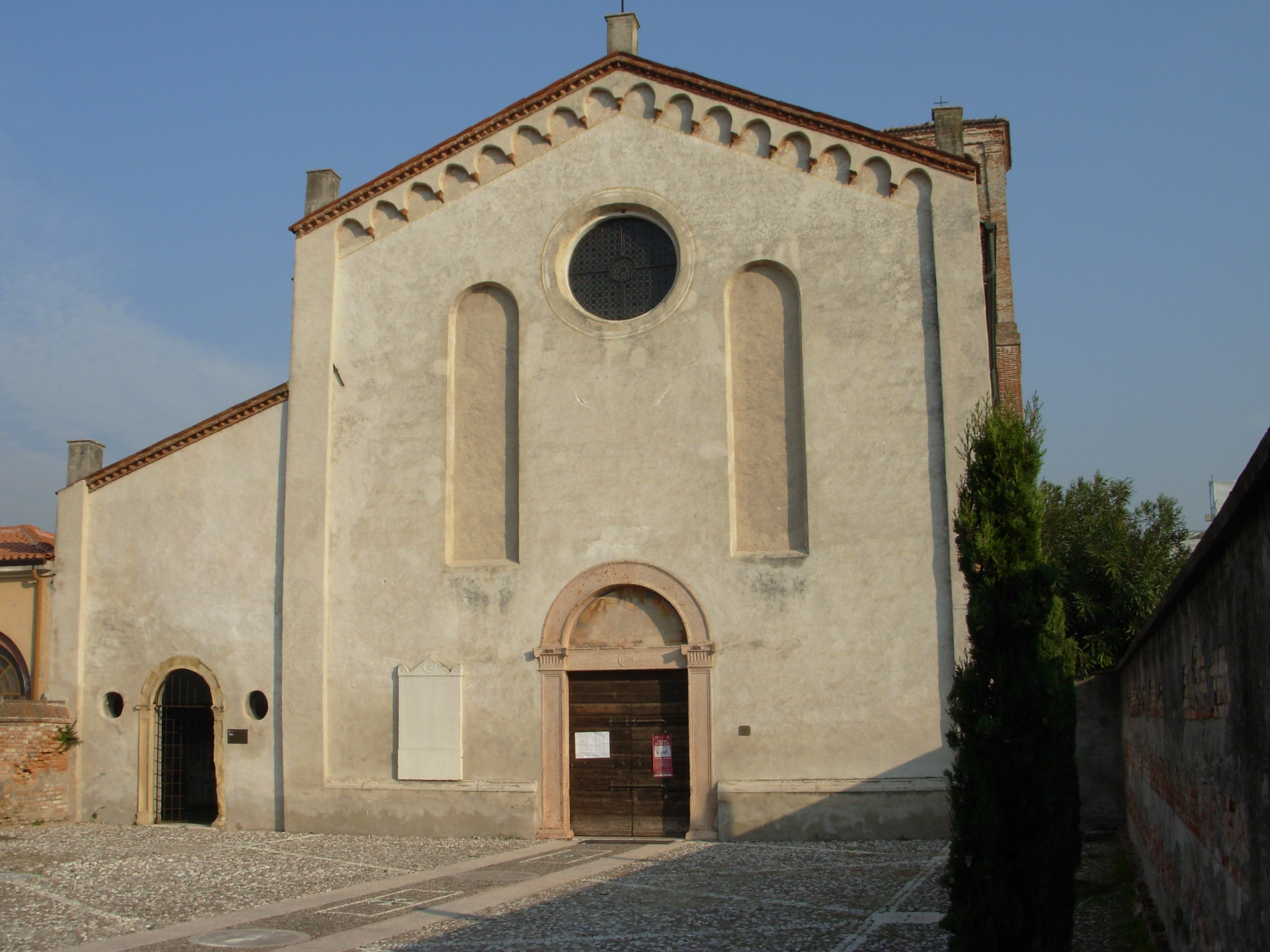
Facciata della chiesa di Santa Maria Maddalena

## Storia del museo
Negli anni Settanta del Novecento si andarono raccogliendo nel territorio di Isola della Scala vari materiali archeologici che emergevano in maniera massiccia a seguito di livellamenti di terreni ed arature sempre più profonde. Questi materiali vennero a costituire un nucleo abbastanza cospicuo, tanto che nel 1979 fu sancita ufficialmente la nascita di un deposito archeologico temporaneo, con sede presso la Biblioteca. Vario altro materiale venne poi ad aggiungersi a seguito di scavi, raccolte di superficie, recuperi occasionali e donazioni.
La piccola esposizione fu spostata nel 1999 nella secentesca Cappella di Sant’Antonio, all’interno della chiesa di Santa Maria Maddalena (conosciuta anche come “Chiesa dei Frati”), dove tuttora trova sede. L’allestimento realizzato in quell'occasione, con poche aggiunte, è rimasto sostanzialmente intatto fino ad oggi.

## Collezione
| L’età del Rame e del Bronzo | Questa sezione comprende quattro vetrine nelle quali sono esposti materiali di vario tipo (pietre ed ossi lavorati e soprattutto vasellame ceramico) trovati in diversi insediamenti nei territori di Vigasio, Isola della Scala, Nogarole Rocca, Trevenzuolo, Nogara, Erbé: spiccano in particolare i materiali recuperati nell’abitato del Bronzo medio di Mulino Giarella e i reperti litici dell’età del Bronzo trovati in località Braette (Nogarole Rocca). |  |
| L’età del Ferro             | Questa sezione comprende materiali di epoca paleoveneta provenienti dai territori di Sorgà, di Erbé (Castion) e di Isola della Scala (Palazzina). Di particolare interesse sono un grande dolio da Palazzina e il materiale rinvenuto nel sito arginato di Castion di Erbè, che illustra vari aspetti della vita del villaggio: vasellame per la mensa e per la cottura dei cibi, oggetti di abbigliamento personale (aghi crinali, fibule ecc.), legati alla sfera cultuale (figurine fittili, “stelline”, "falci di luna", vasellame miniaturistico e una paletta bronzea), all'attività agricola (vasi-silos, zappetta di corno, macina in pietra), all'attività tessile (taralli, pesi, rocchetti e fusaiole) e all'artigianato ceramico (nucleo d'argilla con l'impronta delle mani del vasaio, "pettini"). |  |
| L’età romana                | Questa sezione comprende: - il miliario di Massenzio trovato in località Falceri probabilmente lungo la Claudia Augusta "padana"; - alcune vetrine dedicate ai riti funerari nelle quali si trovano: 1. la ricostruzione delle due tipologie tombali prevalenti nel sepolcreto di Pellegrina/San Carlo (quella a cassetta di embrici e quella *ad anfora segata) 2. vari oggetti di corredo (lucerne, fibule, vasellame, ecc.) rinvenuti nelle necropoli di Pellegrina San Carlo e di Polonga di Sopra. 3. un’urna cilindrica in pietra trovata a Vo di Pindemonte, nella quale sono stati collocati i balsamari vitrei trovati al suo interno; a questa parte del percorso si ricollegano inoltre alcune stele funerarie: una, proveniente da Salizzole, conservata nel cortiletto antistante il Museo, altre tre custodite in una cappella all’interno della chiesa di Santa Maria Maddalena. Di queste tre una era già reimpiegata nella chiesa della Bastia di Isola della Scala e due ad edicola provengono da Buttapietra: la prima appartiene probabilmente ad un magistrato municipale ed l'altra conserva la raffigurazione di due grifoni a guardia dell’urna funeraria; - materiali attinenti ad abitazioni: porzioni di pavimentazione a mosaico (da Tarmassia) e in laterizio (esagonette e mattoncini romboidali da San Gabriele), decorazioni parietali (crustae in marmo e in rosso ammonitico da Falceri), mattoni tubolari per impianti di riscaldamento (da Falceri) e delle chiavi in bronzo (da Trevenzuolo/località Castello); - materiali legati alla vita economica: alcune macine granarie in pietra di varia provenienza e una serie di monete anch’esse di varia provenienza (dalle dracme che imitano quelle di Marsiglia coniate dalle popolazioni celtiche padane alle monete romane di età repubblicana e imperiale); Si segnalano infine una gemma in diaspro trovata a Ponte delle Strie (Trevenzuolo) e le copie di due bronzetti romani (gruppo Eracle/Anteo e Lare) trovati nel territorio di Isola della Scala, i cui originali si conservano al Museo archeologico di Verona. |  |
| L’età altomedievale         | Questa sezione comprende una vetrina con il materiale di età longobarda (una spada ed un umbone di fine VI-VII sec.) trovato in una tomba di località Zera (Buttapietra). |  |